# Canal des houillères de la Sarre
Het Canal des houillères de la Sarre (Duits: Saarkanal of, voorheen, Saar-Kohlen-Kanal) is een kanaal in de Franse regio Grand Est.
Het verbindt het Marne-Rijnkanaal met de gekanaliseerde Saar.
Het kanaal werd gegraven van 1861 tot 1865 en verbindt het steenkoolbekken van Saarbrücken met de industrie in Mulhouse. Ook de staalfabrieken in het Saarland en de aardewerkfabricatie in Sarreguemines en Mettlach (Villeroy & Boch) maakten gebruik van het kanaal.
Het kanaal telt 27 sluizen en is bevaarbaar voor schepen van 38 meter lang en 5 meter breed met een diepgang van 1,80 meter, die geladen konden worden tot 250 à 280 ton.